# Castello di Smrčina
Il castello di Smrčina (in ceco Zámek Smrčina) si trovava nell'omonima località a Podhradí, comune nel Distretto di Cheb, Regione di Karlovy Vary in Repubblica Ceca. Si trattava di un complesso residenziale risalente al XVII secolo e che venne definitivamente abbattuto nella seconda metà del XX secolo.

## Storia

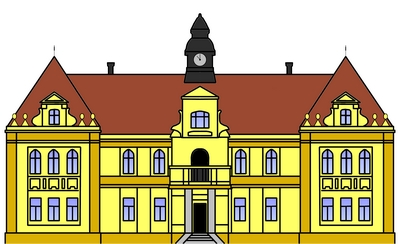
Ricostruzione approssimativa dell'aspetto del castello di Smrčina attorno al 1912

Nel XIV secolo i cavalieri di Neipperg annetterono le loro proprietà del sito di Sorg alla tenuta del castello di Neuberg e la mantennero sino a quando la cedettero alla nobile famiglia boema dei Zedtwitz. Quando Hans Georg von Zedtwitz morì, nel 1667, erano presenti i suoi tre figli Wolf Ernst, Karl Josef e Hans Christoph, ancora non tutti maggiorenni. Nel 1690 decisero di dividere l'eredità con un sorteggio e Karl Joseph ricevette la tenuta di Sorg, Wolf Ernst la tenuta di Neuberg e Johann Christoph von Zedtwitz la tenuta di Schönbach. Karl Joseph von Zedtwitz fece costruire il castello sul sito di Sorg che si trovava nel comune di Podhradí tra il 1689 e il 1692. Originariamente fu quasi certamente in legno e ad un solo piano e solo successivamente ricorstruito in muratura e rialzato con un altro piano. Al castello apparteneva anche un piccolo birrificio in cui veniva prodotta la birra secondo lo stile inglese, una distilleria e una caldaia per l'aceto. La famiglia Zedtwitz utilizzò il castello come residenza estiva e intorno fece edificare altri edifici. Nel XVIII secolo, durante la guerra dei sette anni, ospitò per un certo periodo ospitate le truppe imperiali. A cavallo tra il XIX e il XX secolo il castello fu completamente ricostruito in un edificio ad ala unica su tre piani. Successivamente il castello venne quasi completamente abbandonato e cominciò a cadere in rovina a causa della mancanza di fondi per la manutenzione e solo nel 1911 l'industriale di Aquisgrana Wilhelm Fischer lo fece ricostruire completamente. Dopo la fine della seconda guerra mondiale venne espropriato e cadde in un tale stato di degrado che fece decidere per la sua completa demolizione, messa in pratica nel 1963. Tutto ciò che ne restò fu la fossa di un silos.

## Descrizione
Il castello di Smrčina era una residenza nobiliare che si trovava a circa 3 chilometri a nord della città di Aš, tra i comuni di Podhradí e Krásná, nel Distretto di Cheb, Regione di Karlovy Vary in Repubblica Ceca. Si trattava di un semplice edificio barocco a pianta rettangolare, successivamente rialzato di un piano. Intorno al castello furono successivamente costruiti altri edifici dei quali alcuni ci sono pervenuti. Il castello venne ricostruito all'inizio del XX secolo poi definitivamente abbattuto.